# Vieux couvent
Le Vieux couvent est un édifice notable du centre-ville de Caraquet, au Nouveau-Brunswick.

## Histoire
Le couvent de la Congrégation Notre-Dame, destiné à l’éducation des filles, est construit en 1874. L'édifice, qui abritait la plupart des organismes culturels et communautaires de la région, fut détruit par un incendie en 1992. Les ruines ont été consolidées et des tableaux d'artistes locaux ont été installés sur la façade à l'été 2006.